# ریتوپارنا سنگوپتا
ریتوپارنا سنگوپتا (انگلیسی: Rituparna Sengupta؛ زادهٔ ۷ نوامبر ۱۹۷۱) یک هنرپیشه اهل هند است. وی از سال ۱۹۸۹ میلادی تاکنون مشغول فعالیت بوده‌است.
از فیلم‌هایی که وی در آن نقش داشته‌است می‌توان به دل هنوز بچه است، روباه، مزاحم نشو، نمی‌دانم چرا، فقط، فرشته سرنوشت، خدا را شکر، زورگویی، آتش متقابل و کلاه مخفیانه اشاره کرد.